# 日本台灣交流協會
公益財團法人日本台灣交流協會（日语：／ Kōeki zaidanhōjin Nihon taiwan kōryū kyōkai */?），簡稱日台交流協會，是日本駐中華民國的實質大使館，主要功能為執行日本與中華民國斷交後的民間交流、以及官方授權辦理的領事業務，因此名義上屬於民間機構，為日本國政府登記在案的公益財團法人機構。本部位於東京，在台北與高雄各設有事務所。
相對於日台交流協會，中華民國在日本的對應單位為臺灣日本關係協會、以及中華民國外交部屬下等同駐日大使館的臺北駐日經濟文化代表處。

## 簡介

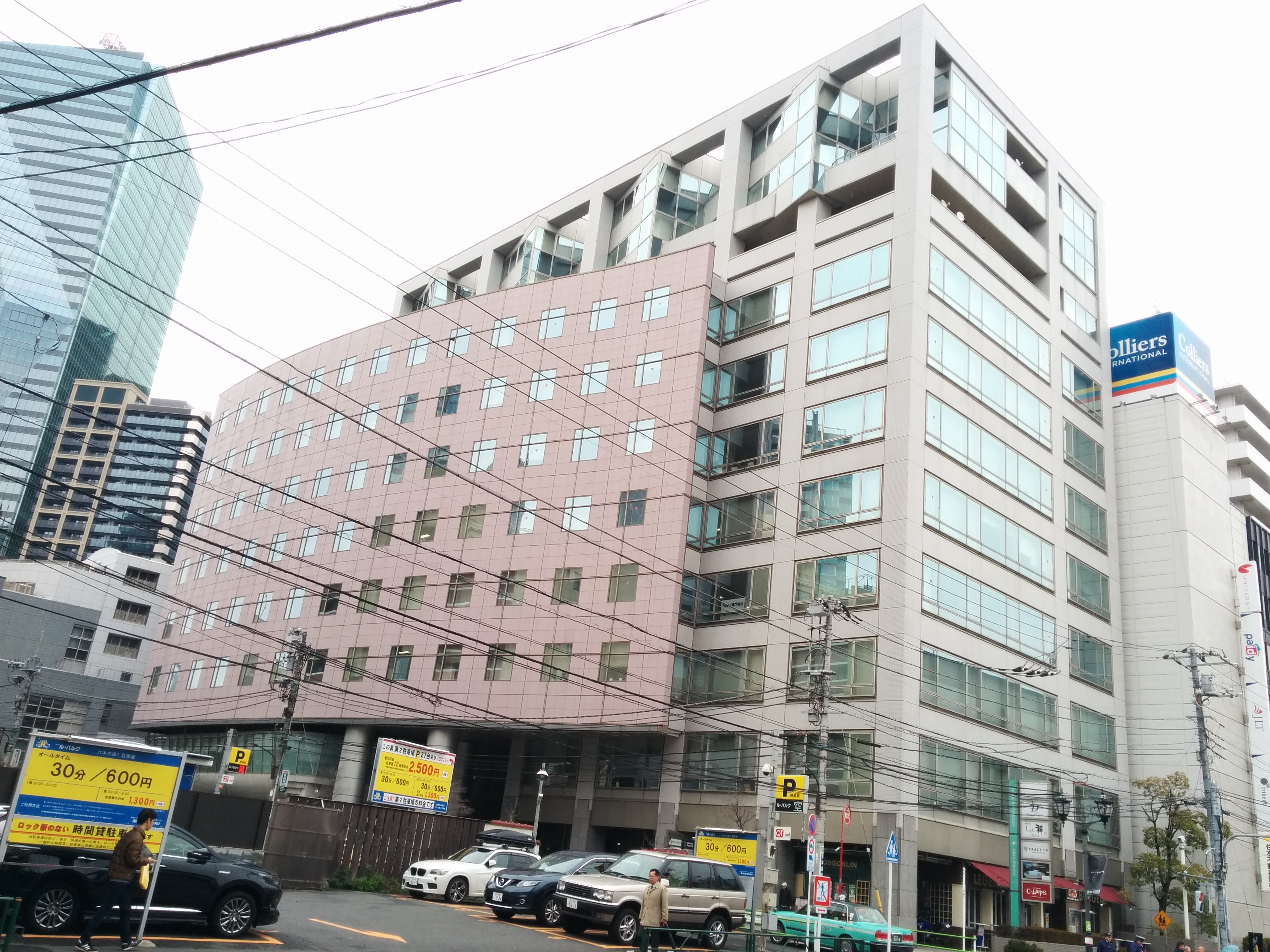
日本台灣交流協會東京本部

日本台灣交流協會是1972年9月29日日本與中華民國斷交之後，1972年12月1日，日本政府以民間團體的名義所成立的外國駐臺灣準官方代表機構，經由授權辦理領事業務等功能。基於其功能業務，以及工作人員皆由日本外務省及通產省等有關職員，以停職的方式調往辦公，任職期間不視為公務人員，因此該協會可視為準外交代表機構。起初，日方希望名稱是「日台交流協會」，但中華民國方面主張取名為「日華交流協會」，雙方未能妥協，最後定名「財團法人交流協會」（Interchange Association (Japan)），在台灣通稱「日本交流協會」。而日方在該機構的標誌加註（日本與台灣之間的橋梁）以明確標示其業務範圍。由於交流協會作為台日後斷交時代兩國間維持交往的替代機構，後續亦在其他非邦交國發展對台關係時所參照，因此又稱為「日本模式」（Japan Formula）。
2012年4月1日，交流協會更名為「公益財團法人交流協會」，而英文名稱不變。其駐臺北辦事處的招牌仍延用（Interchange Association (Japan), Taipei Office）。
2017年1月1日，交流協會更名為「公益財團法人日本台灣交流協會」（Japan-Taiwan Exchange Association），並在標誌放上日本國花櫻花和中華民國國花梅花。
2019年10月，泉裕泰接任台北事務所代表。泉裕泰曾任日本駐華大使館公使、日本駐上海總領事館總領事、日本駐美大使館特命全權公使、外務省研修所所長及駐孟加拉大使等職。任內協助台灣水果銷日，新冠肺炎疫情期間代表日本政府接受台灣政府捐贈口罩、以及回贈台灣疫苗，並促成副總統賴清德、行政院副院長鄭文燦等高層官員訪日。
2023年11月17日，泉裕泰任滿退休，代表一職由前日本駐秘魯大使片山和之接任。

## 歷史
- 1972年9月29日：日本與中華民國斷交。
- 1972年12月1日：財團法人交流協會召開成立大會。
- 1972年12月8日：財團法人交流協會東京本部成立。
- 1972年12月16日：日本外務省下令關閉日本駐中華民國大使館及日本駐高雄總領事館。
- 1972年12月26日：財團法人交流協會與亞東關係協會簽訂「亞東關係協會與財團法人交流協會互設駐外機構協議書」。
- 1972年12月26日：財團法人交流協會台北事務所及高雄事務所成立。末代駐中華民國大使館代理大使伊藤博教及經濟參贊（瑞典语：Ekonomiskt råd）仲田嘉夫分別轉任第一代台北事務所代表及副代表[6]，末代駐高雄總領事田中重英轉任第一代高雄事務所長[7][8]。
- 1973年：台北事務所第一代館址設於城中區（現中正區）濟南路二段43號[9]，運用原日本大使館濟南路館址辦公[10]。高雄事務所第一代館址則位於前金區中華三路108號3樓（國泰人壽中華大樓）[9]，同原總領事館館址[11]。
- 1995年7月3日：日本交流協會台北事務所自濟南路遷至敦化南路一段245號10樓（敦南金融大樓，新光人壽入主期間名為新光人壽敦南大樓）[12]。
- 2002年4月8日：台北事務所從敦化南路遷至慶城街28號通泰商業大樓[13]。
- 2012年4月1日：更名為公益財團法人交流協會。
- 2017年1月1日：更名為公益財團法人日本台灣交流協會[4]。

## 組織架構
- 評議員會
  - 理事會（監事、會計監察人、顧問）
    - 會長
      - 理事長
        - 專務理事

## 部門
| 名稱       | 所在地           | 領事轄區 | 備註                                                              |
| ---------- | ---------------- | --- | ----------------------------------------------------------------- |
| 東京本部   | 東京都港區六本木 | | 成立於1972年12月8日，下設總務部（內設庶務室）、貿易經濟部、經理部 |
| 台北事務所 | 台北市松山區     | 基隆市、台北市、新北市、桃園市、新竹市、新竹縣、苗栗縣、台中市、彰化縣、南投縣、宜蘭縣、花蓮縣、金門縣、連江縣 | 成立於1972年12月26日，下設總務部、經濟部。                        |
| 高雄事務所 | 高雄市苓雅區     | 雲林縣、嘉義縣、嘉義市、台南市、高雄市、屏東縣、台東縣、澎湖縣                                                 | 成立於1972年12月26日                                              |

## 主要官員
會長通常由財經界重要人物兼任；理事長及台北事務所代表則由資深外交官擔任。台北事務所代表同等於大使，高雄事務所所長同等於總領事。駐台北事務所代表可與日本駐各國大使及外務省局課首長共同出席外務省政策會議。
| 姓名 （中文）      | 任期                   | 備註 |
| 歷任會長           | 歷任會長               | 歷任會長 |
| ------------------ | ---------------------- | --- |
| 堀越禛三           | 1972年12月－1984年9月  | 首任，曾任日本經濟團體聯合會副會長、公害對策協力財團理事長                                                                 |
| 長谷川周重         | 1984年9月－1993年9月   | 曾任日本經濟團體聯合會副會長                                                                                               |
| 服部禮次郎         | 1993年9月－2011年6月   | 曾任精工名譽會長 |
| 大橋光夫           | 2011年6月－2025年6月   | 現任日本石油化學工業協會、日本化學工業協會會長，中外製藥、瑞穗金融集團非執行董事                                           |
| 隅修三             | 2025年6月－現任        | |
| 歷任理事長         |                        | |
| 板垣修             | 1972年12月－1974年5月  | 首任，曾任駐中華民國大使、駐加拿大大使、駐挪威大使、駐菲律賓大使、駐印度大使，外務省亞洲局長、貿易局長，通商產業省通商局長 |
| 木村四郎七         | 1974年5月－1978年2月   | 曾任駐中華民國大使、捷克斯洛伐克、韓國大使、外務省聯絡局長，駐世界氣象組織代表                                             |
| 西山昭             | 1978年2月－1981年10月  | 曾兼任駐台北事務所代表、駐加拿大大使、駐韓國大使                                                                           |
| 魚本藤吉郎         | 1981年11月－1986年3月  | 曾任外務省中東非洲局長、駐新加坡大使、駐埃及大使、駐蘇聯大使                                                               |
| 前田利一           | 1988年5月－1990年7月   | 曾任駐阿富汗大使、駐韓國大使                                                                                               |
| 原富士男           | 1990年7月－1991年11月  | 曾任駐台北事務所代表、駐瓜地馬拉大使                                                                                       |
| 賀陽治憲           | 1991年11月－1998年3月  | 曾任駐以色列大使、駐丹麥大使、駐巴西大使                                                                                   |
| 後藤利雄           | 1998年3月－2003年4月   | 曾任駐台北事務所代表、駐韓國大使                                                                                           |
| 高橋雅二           | 2003年4月－2008年      | 曾任駐南非大使、駐澳大利亞大使                                                                                             |
| 畠中篤             | 2008年－2012年4月      | 曾任駐澳大利亞大使 |
| 今井正             | 2012年4月－2017年6月   | 曾任駐台北事務所代表，駐以色列大使、駐馬來西亞大使，沖繩擔當大使                                                           |
| 谷崎泰明           | 2017年6月－現任        | 曾任外務省領事局長、歐洲局長，駐越南大使、駐印尼大使                                                                       |
| 歷任台北事務所代表 |                        | |
| 伊藤博教           | 1972年12月－1974年11月 | 首任，曾任末代駐中華民國大使館館長（臨時代理大使）、駐南非大使                                                             |
| 卜部敏男           | 1974年11月－1977年10月 | 曾任駐菲律賓大使 |
| 西山昭             | 1977年11月－1980年3月  | 曾任駐加拿大大使、韓國大使                                                                                                 |
| 人見宏             | 1980年4月－1983年3月   | 曾任駐南越大使、駐泰國大使                                                                                                 |
| 原富士男           | 1983年4月－1990年7月   | 曾任駐瓜地馬拉大使 |
| 梁井新一           | 1990年7月－1995年2月   | 曾任駐韓國大使 |
| 後藤利雄           | 1995年3月－1998年3月   | 曾任駐韓國大使 |
| 山下新太郎         | 1998年3月－2002年      | 曾任駐西德大使、駐泰國大使、駐波蘭大使及駐韓國大使                                                                         |
| 内田勝久           | 2002年2月－2005年5月   | 曾任駐以色列大使、駐新加坡大使、駐加拿大大使                                                                               |
| 池田維             | 2005年5月－2008年7月   | 曾任駐荷蘭大使、駐巴西大使                                                                                                 |
| 齋藤正樹           | 2008年7月－2009年12月  | 曾任駐柬埔寨大使、紐西蘭大使                                                                                               |
| 今井正             | 2010年1月－2012年4月   | 曾任駐以色列大使、駐馬來西亞大使                                                                                           |
| 樽井澄夫           | 2012年4月－2014年7月   | 曾任駐科威特大使、駐日內瓦裁減軍備會議日本代表、沖繩擔當大使                                                               |
| 沼田幹夫           | 2014年7月－2019年10月  | 曾任駐緬甸大使、派附外務省大臣官房、紐約總領事館首席領事、外務省領事局長                                                   |
| 泉裕泰             | 2019年10月－2023年11月 | 曾任駐孟加拉大使、外務省研修所長、駐美公使、駐上海總領事                                                                   |
| 片山和之           | 2023年11月－現任       | 曾任駐秘魯大使、駐馬來西亞公使、駐中國公使、駐比利時公使                                                                   |
| 歷任高雄事務所所長 |                        | |
| 田中重英           | 1972年12月－?          | 首任，曾任末代駐高雄總領事、外務省大臣官房厚生管理官                                                                       |
| 駒正春             | 1984年前後             | |
| 三島泰正           | 1986年前後             | |
| 田付晃             | 1990年前後             | |
| 赤倉亮             | 1994年前後             | |
| 竹下健治           | 1999年前後             | |
| 喜田修             | 2000年10月－?          | |
| 蒔田恭雄           | 2005年前後－2006年12月 | |
| 神戶浩道           | 2006年12月－2010年4月  | 曾任外務省大臣官房人事課人事企畫官、駐澳大利亞大使館領事                                                                   |
| 野中薰             | 2010年5月－2013年3月   | 曾任外務省大臣官房禮賓官兼禮賓外國訪問室長                                                                                 |
| 中村隆幸           | 2013年4月－2016年3月   | |
| 中郡錦藏           | 2016年4月－2019年3月   | |
| 加藤英次           | 2019年4月－2022年2月   | |
| 小野一彦           | 2022年2月－2023年4月   | 曾任駐塞班島領事事務所所長                                                                                                 |
| 奧正史             | 2023年4月－現任        | 曾任駐瀋陽總領事館領事、外務省公使局新聞處高級專家、駐上海總領事館首席領事                                                 |

## 圖片集
- 日本台灣交流協會台北事務所
- 2017年日本台灣交流協會揭牌儀式
- 日本台灣交流協會東京本部
- 日本交流協會代表沼田幹夫（左）會見立法院長蘇嘉全（2016年）
- 日本台灣交流協會台北事務所石額

## 主要臺日協議
1972年12月26日，日本交流協會與中華民國亞東關係協會簽署互設駐外辦事處協議，交流協會同意設立臺北事務所與高雄事務所，亞東關係協會同意設立東京事務所與大阪事務所。
2013年4月10日，日本交流協會與亞東關係協會於臺北賓館召開第17次臺日漁業會談，簽署《臺日漁業協議》，針對臺日重疊專屬經濟海域的漁業作業安排達成協議。

## 相關事件
2009年台北事務所代表言論爭議事件
時任日本交流協會台北事務所代表齋藤正樹支持台獨與台灣主權未定論，2009年5月1日在臺灣國立中正大學戰略暨國際事務研究所公開發表「臺灣主權未定」相關言論，齋藤正樹當時說：「日本已在舊金山和約第二條放棄對台灣的所有權利、權利名義與請求權，因此，有關台灣的法定地位，沒有獨自認定的立場…」，引發部分在場人士抗議。中華民國外交部次長夏立言5月1日下午也召見齋藤要求說明，並對齋藤言論嚴正抗議。而有在現場聽講的台灣社會相關領域的領袖則表態，認為齋藤正樹對台灣主權定位的觀點是正確的。事後齋藤正樹聲明那是他的個人言論，不代表日本政府的立場。之後齋藤於年底辭職。

## 軼事
- 正因為日本對台灣並無正式外交關係，故無法以正規大使館名義發放簽證；民眾前往日本交流協會申辦日本簽證時，會以「日本駐泰國大使館」名義發放。
- 簽證上的發證地點（Place of Issue）：若在台北事務所辦理之簽證則顯示「Bangkok (TT)」；若在高雄事務所辦理之簽證則顯示「Bangkok (TK)」。
- 若申請赴日工作簽證，申辦所需要用到的「招聘理由書（日语：招聘状）」和「身元保證書（日语：身元保証）」，受理單位同樣以「日本駐泰國大使」表示。

## 外部連結
- 官方网站 （日語）（繁體中文）（英文）
- 日本台灣交流協會的Facebook專頁
- YouTube上的日本台灣交流協會頻道
- 日本台灣交流協會的Instagram帳戶